# Жан Полан
Жан Пола́н (фр. Jean Paulhan, 2 грудня 1884, Нім — 9 жовтня 1968, Нейї-сюр-Сен) — французький письменник, есеїст, видавець. Член Французької Академії з 1963 року.

## Біографія
Народився в родині французького філософа Фредеріка Полана. Після навчання в Сорбонні Жан Полан протягом 1907–1910 років викладав літературу та гімнастику в ліцеї міста Антананаріво (Мадагаскар).
Повернувшись до Франції, навчався в Школі східних мов у Парижі, де опановував малагасійську мову. 1913 року опублікував у видавництві східної літератури «Librairie orientaliste Paul Geuthner» збірку власних перекладів народної малагасійської поезії, чим привернув увагу до себе багатьох письменників, зокрема Гійома Аполлінера. Брав участь у Першої світової війни як сержант 9-го полку зуавів, у грудні 1914 року був поранений. Після війни зблизився з сюрреалістами. Сприяв літературній кар'єрі поета Франсіса Понжа, батьків якого тоді часто відвідував. 1920 року став секретарем редакції часопису «La Nouvelle Revue française», пізніше, у 1925–1940 та 1946–1968 роках, був головним редактором цього авторитетного видання. У 1930-ті роки дружив і всіляко підтримував французького поета і актора, теоретика театру Антонена Арто; за сприяння Жана Полана у видавництві «Ґаллімар» опублікували книгу есеїв Арто «Театр і його Двійник».
Під час Другої світової війни Полан був у підпіллі. Після війни обстоював зокрема літературну творчість письменників-колабораціоністів, публікував твори Селіна.
У січні 1955 року Жан Полан разом з поетесою Едіт Буассоне та поетом Анрі Мішо експериментував з мескаліном. Вживання галюциногенного наркотику стало предметом публікацій всіх трьох письменників: Полан написав Rapport sur une expérience (опубліковано в повному зібранні творів), Едіт Буассоне видала книжку Mescaline (La NRF, 1955), а Анрі Мішо опублікував збірку вражень «Жалюгідне диво» (Éditions du Rocher, 1956)

## Творчість
Писав прозу, але насамперед відомий своїми есе про літературу та мову «Квіти Тарба, або Терор в літературі» (1941), «Ключ до поезії» (1944), есе про мистецтво та друзів-художників (Брака та інших). Великий інтерес становить його широке листування з видатними письменниками Франції XX століття, левова доля якого досі неопублікована.

## Твори
- 1912 Les Hain-Tenys Merinas.
- 1917 Le guerrier appliqué.
- 1921 Jacob Cow le Pirate, ou Si les mots sont des signes.
- 1921 Le pont traversé.
- 1925 Expérience du proverbe.
- 1927 La guérison sévère.
- 1929 Sur un défaut de la pensée critique.
- 1930 Les Hain-Tenys, poésie obscure.
- 1930 Entretiens sur des faits-divers.
- 1940 L'Aveuglette.
- 1941 Les fleurs de Tarbes ou La terreur dans les Lettres.
- 1943 Jacques Decour.
- 1943 Aytre qui perd l'habitude.
- 1944 Clef de la poésie, qui permet de distinguer le vrai du faux en toute observation, ou Doctrine touchant la rime, le rythme, le vers, le poète et la poésie.
- 1945 F.F. ou Le Critique.
- 1946 Sept causes célèbres.
- 1946 La Métromanie, ou Les dessous de la capitale.
- 1946 Braque le Patron.
- 1947 Lettre aux membres du C.N.E.
- 1947 Sept nouvelles causes célèbres.
- 1947 Guide d'un petit voyage en Suisse
- 1947 Dernière lettre.
- 1948 Le berger d’Écosse.
- 1948 De la paille et du grain.
- 1949 Fautrier l'Enragé.
- 1949 Petit-Livre-à-déchirer.
- 1950 Trois causes célèbres.
- 1950 Les causes célèbres
- 1950 Lettre au médecin.
- 1951 Les Gardiens.
- 1951 Le Marquis de Sade et sa complice ou Les revanches de la Pudeur.
- 1951 Petite préface à toute critique.
- 1952 Lettre aux directeurs de la Résistance.
- 1953 La preuve par l'étymologie.
- 1955 Les paroles transparentes. З літографіями Жоржа Брака
- 1958 Le Clair et l'Obscur.
- 1958 G. Braque
- 1958 De mauvais sujets. З ілюстраціями Марка Шагала
- 1959 Karskaya. есе
- 1961 Lettres
- 1962 L'art informel
- 1966 Progrès en amour assez lents
- 1986 Choix de lettres I, 1917–1936. La littérature est une fête
- 1990 La vie est pleine de choses redoutables (посмертно)

## Листування
- 226 lettres de Jean Paulhan, Contribution à l'étude du mouvement littéraire en France 1963–1967
- Choix de lettres I, 1917–1936, La littérature est une fête (1986)
- Choix de lettres II, 1937–1945, Traité des jours sombres (1992)
- Choix de lettres III, 1946–1968, Le Don des langues (1996)
- Catherine Pozzi & Jean Paulhan, Correspondance 1926–1934, Éditions Claire Paulhan, 1999.
- Michel Leiris & Jean Paulhan, Correspondance 1926–1962, Éditions Claire Paulhan, 2000.
- François Mauriac & Jean Paulhan, Correspondance 1925–1967, Éditions Claire Paulhan, 2001.
- Paul Eluard & Jean Paulhan, Correspondance 1919–1944, Éditions Claire Paulhan, 2003.
- Lettres de Madagascar, 1907–1910, éditions Claire Paulhan (2007)
- Correspondance Jean Paulhan-Roger Caillois, annotée par Odile Felgine et Claude Pérez, Gallimard, Paris, 1991
- Correspondance avec André Pieyre de Mandiargues, Gallimard (2009)
- Correspondance avec Paul Éluard, 1919–1944, édition établie par Odile Felgine et Claude Pérez, édit. Claire Paulhan, Paris, 2003
- Correspondance avec Valery Larbaud. 1920–1957, édition établie et annotée par Jean-Philippe Segonds, Paris, Gallimard, (2010).
- Correspondance avec Armand M Petitjean. 1934–1968, Gallimard (2011)
- Correspondance avec Georges Perros, 1951–1957, Calligrammes (1987)
- Jean Paulhan & Georges Perros, Correspondance 1953–1967, Éditions Claire Paulhan, 2009.
- Jean Paulhan, Armand Petitjean, Correspondance 1934–1968, Gallimard, 2011.
- Marc Bernard & Jean Paulhan, Correspondance 1928–1968, Éditions Claire Paulhan, 2013.
- Jean-Richard Bloch & Jean Paulhan, Correspondance 1926–1940, Éditions Claire Paulhan, 2014.

### Повне зібрання творів
- Œuvres complètes. Hg. Bernard Baillaud. Gallimard, Paris 2006-.

## Визнання
- 1963 року обраний членом Французької Академії;
- Великий офіцер ордена Почесного легіону,
- Воєнний хрест за участь у Першій світовій війні,
- Медалі учасника Руху Опору.